# Hunting Humans
Hunting Humans is een Amerikaanse film uit 2003. De film bevat vrij weinig dialoog, de hele film wordt van commentaar voorzien door een voice-over.

## Verhaal
Aric Blue is een jonge, succesvolle verkoper van leningen. Daarnaast is hij een seriemoordenaar die de vaste patronen van zijn slachtoffers volgt alvorens toe te slaan. Als een door hem geplande moord al gepleegd blijkt te zijn, blijkt dat een tweede seriemoordenaar zijn patronen aan het volgen is en op hem aast. Aric bindt de strijd aan tegen de man.